# Centropomus medius
Centropomus medius är en fiskart som beskrevs av Günther, 1864. Centropomus medius ingår i släktet Centropomus och familjen Centropomidae. IUCN kategoriserar arten globalt som livskraftig. Inga underarter finns listade i Catalogue of Life.